# Ханіна Карчевський
Ханіна Карчевський (івр. חנינא קרצ'בסקי‎; 1877, Петрівка, Бендерський повіт, Бессарабська губернія — 20 грудня 1925, Тель-Авів) — єврейський композитор і музичний педагог, основоположник ізраїльської національної пісні та музичної освіти в Палестині («країні Ізраїлю»).

## Життєпис
Ханіна Карчевський народився в бессарабському містечку Петрівка (тепер Болградського району Одеської області України) в сім'ї Іцхока і Рухл Карчевських 1877 року (окремі джерела згадують 1873 рік). Коли Ханіна був ще дитиною, сім'я переїхала в повітове місто Бендери, де він навчався в місцевій Талмуд-Торі (безплатній єврейській школі), його помітив кантор Шахновський і вступив до нього співочим.
Продовжив музичну освіту в Кишиневі, де співав у синагогальному хорі. Після навчання отримав позицію кантора в Херсоні, але у віці двадцяти двох років вирішив здобути академічну освіту і вступив до Варшавської консерваторії на диригентське відділення. Працював хормейстером і диригентом військового оркестру у Варшаві, потім оселився в Палестині (1908), де став першим учителем музики в першій івритській гімназії «Герцлія» та водночас композитором, який оселився першим у щойно заснованому Тель-Авіві.
Створив хор з учнів гімназії, для якого сам складав або аранжував чужі пісні. Так, 1912 року він переклав відому пісню на слова американського єврейського поета Моріса Розенфельда (ідишею) та музику Ріхтера на нові івритські слова у власному аранжуванні, перетворивши її на гімн гімназії «Герцлія», а згодом - на одну з найвідоміших ізраїльських пісень «По беЕрец Хемдат Авот» (Тут, у країні батьків омріяній...). Для іншої своєї популярної пісні «Халуцим» (Піонери-першопоселенці) він переробив мелодію російського композитора Михайла Іпполітова-Іванова «Процесія Сардара» із серії замальовок «Кавказькі ескізи».
З інших народних пісень Карчевського, написаних уже на власні мелодії, слід зазначити такі популярні, як «Агада» («Ал сфат ям Кінерет») — Переказ, на слова Якова Фіхмана, «БеШадмот Бейт-Лехем» і «Ел рош hehap». Карчевський писав також хорові композиції та фортепіанні етюди. 1920 року він заснував у Тель-Авіві перший у країні професійний хор із двохсот співаків, якому акомпанував оркестр, що складався із сорока музикантів.
Будучи холостяком, Карчевський жив на самоті та наклав на себе руки в Тель-Авіві наприкінці грудня 1925 року. Велику збірку пісень Карчевського видали 1927 року його учні з гімназії «Герцлія».